# Felipe de Dreux
Felipe de Dreux (Philippe de Dreux; 1158-1217) fue un noble francés, obispo de Beauvais y miembro destacado de la Tercera Cruzada .
Fue un militar activo y aliado en el campo de Felipe Augusto, rey de Francia y primo suyo, convirtiéndose en rival, tanto en Francia como fuera de Ricardo I. También era solicitado como oficiante y deshacedor de matrimonios. Presidió la ceremonia matrimonial de Conrado de Montferrato en el Sitio de Acre, con Isabel I de Jerusalén, hija de Amalarico I, cuyo matrimonio fue anulado. También intervino en la anulación del matrimonio entre Felipe Augusto e Ingeborg de Dinamarca.

## Vida
Felipe era hijo de Roberto I de Dreux y Agnes de Baudemont, y hermano de Roberto II de Dreux .
Su primera campaña la hizo en Palestina en 1180, en una expedición encabezada por Enrique II de Champaña y Pedro I de Courtenay. Fue un ataque las posesiones de Saladino, que resultó estéril.
Robert II y Felipe de Dreux llegaron de nuevo a Palestina en 1189.
Ricardo Corazón de León estuvo constantemente enemistado con él tras la Cruzada; Felipe de Dreux había hecho correr el rumor de que Ricardo era el responsable del asesinato de Conrado de Montferrato. Posteriormente, Felipe viajó a Alemania para oponerse a la liberación de Ricardo, encarcelado allí. Felipe alentó a los captores de Richard a tratarlo mal, ganándose el odio vitalicio de Ricardo, que le consideraba "un ladrón e incendiario".
Fue capturado por fuerzas angevinas mandas por el líder mercenario  Mercadier y el Príncipe Juan en Normandía, en 1197. Ricardo se negó a liberarlo en 1198 y en 199. Cuando Pedro de Capua (que estaba tratando de que Ricardo participara en la Cuarta Cruzada), insistió en la liberación de Felipe, Ricardo amenazó con castrarlo, tal era su odio hacia Felipe. El Papa Celestino III defendía a Felipe, confinado en Rouen y luego, tras un intento de fuga, en Chinon. Fue puesto en libertad sólo después de la muerte de Ricardo en 1199, después de que el sucesor de Ricardo, Juan, lo intercambiara por el obispo electo de Cambrai en 1200.
En 1210 peleó contra los cátaros en el sur de Francia, con Renaud de Mouçon, obispo de Chartres, en apoyo de Simon de Montfort.
Buscó el apoyo de Felipe Augusto en su lucha contra  Renaud de Dammartin, que, a su vez, buscó el apoyo de Juan de Inglaterra en 1212. Felipe lucharía posteriormente en el bando francés en la Batalla de Bouvines en 1214. Consiguió capturar la maza de Guillermo Longespée, Conde de Salisbury, en un momento importante en la batalla, permitiendo capturar al conde.
En su último año como obispo fundó la Abadía de Pentemont, un convento Cisterciense, cuyos edificios posteriores aún se pueden ver en Paris en la actualidad.